# گایوس چارلز
گایوس چارلز (انگلیسی: Gaius Charles؛ زادهٔ ۲ مهٔ ۱۹۸۳) یک هنرپیشه اهل ایالات متحده آمریکا است. وی از سال ۲۰۰۶ میلادی تاکنون مشغول فعالیت بوده‌است.
از مجموعه های تلویزیونی معروف او می‌توان به بازی در مجموعه تلویزیونی آناتومی گری و آکواریوس اشاره کرد.